# Манхатън
 Тази статия е за района на Ню Йорк.  За романа вижте Манхатън (роман).  
Манхатън (на английски: Manhattan) е остров, едноименен административен район в град Ню Йорк и едноименен окръг в щата Ню Йорк. Той е 3-тият район по население в града и 5-ият по площ.
Островът съставлява по-голямата част от административния район и окръга, които включват и малки островчета. Манхатън е с население от 1 694 251 жители (2020) и с обща площ от 87,46 km².
В район Манхатън са разположени едни от най-високите небостъргачи в САЩ, сред които Световен търговски център 1, Емпайър Стейт Билдинг, Крайслер Билдинг, Уулуърт Билдинг, Мет Лайф Тауър, 40 Уол Стрийт, Рокфелер Сентър. Главната сграда на Организацията на обединените нации се намира в Манхатън.

## Личности
Родени
- Лейди Гага (1986), поп певица
- Тупак Шакур (1971), хип-хоп музикант, рапър
- Джак Никълсън (1937), актьор

## Квартали
Някои квартали на Манхатън:
- Гавернърс Айлънд
- Гармънт Дистрикт
- Гринуич Вилидж
- Даймънд Дистрикт
- Елис Айлънд
- Ийст Вилидж
- Инуд
- Йорквил
- Калъмбъс Съркъл
- Карнеги Хил
- Китайски квартал
- Корейски квартал
- Ленъкс Хил
- Манхатън Вали
- Манхатънвил
- Морнингсайд Хайтс
- Мъри Хил
- Питър Купър Вилидж
- Сан Хуан Хил
- Сивик Сентър
- СоХо
- Таймс Скуеър
- Тендърлойн
- ТрайБеКа
- Файв Пойнтс
- Финансов район
- Хамилтън Хайтс
- Харлем
- Хелс Китчън
- Хъдсън Хайтс
- Челси
- Шугър Хил
- Юниън Скуеър